# Morteza Hannaneh
Morteza Hannaneh (en persan: مرتضی حنانه), né le 1er mars 1923 et mort le 17 octobre 1989, est un chef d'orchestre, compositeur et corniste iranien.

## Biographie
Il poursuit ses études au conservatoire de Téhéran, notamment auprès de Parviz Mahmoud. Il dirige pendant deux ans l'orchestre symphonique de Téhéran dans les années 1950 et fonde dans les années 1960 l'orchestre Fârâbî de la radio de Téhéran. 
Parmi les œuvres les plus importantes de Morteza Hannaneh, l'on peut distinguer l'ouverture Hazar-Dastan, la suite Hommage à Ferdowsi pour voix et piano, ainsi que ses nombreuses musiques de films.

## Source
- (ru) Cet article est partiellement ou en totalité issu de l’article de Wikipédia en russe intitulé « Ханнане, Мортеза » (voir la liste des auteurs).